# Ocean City (Florida)
Ocean City statisztikai település az USA Florida államában, Okaloosa megyében. Lakosainak száma 6314 fő (2020. április 1.).

## Népesség
A település népességének változása:

| 2010 | 5 550 |
| 2020 | 6 314 |